# Anopheles hackeri
Anopheles hackeri este o specie de țânțari din genul Anopheles, descrisă de Edwards în anul 1921. Conform Catalogue of Life specia Anopheles hackeri nu are subspecii cunoscute.